# Pierre Egger
Pierre Egger (15 febbraio 1978) è un ex sciatore alpino austriaco.

## Biografia
Originario di Frastanz e attivo in gare FIS dal dicembre del 1994, Egger esordì in Coppa Europa il 10 gennaio 1997 a Donnersbachwald in slalom speciale (23º) e nello stesso anno ai Mondiali juniores di Schladming vinse la medaglia d'argento nella combinata. Nel 2001 in Coppa Europa conquistò il primo podio, il 23 gennaio a Donnersbachwald/Riesneralm in slalom speciale (3º) e l'unica vittoria, il 3 dicembre a Val Thorens nella medesima specialità; il 10 dicembre dello stesso anno esordì in Coppa del Mondo, a Madonna di Campiglio sempre in slalom speciale, senza completare la prova.
Il 15 gennaio 2002 ottenne il terzo e ultimo podio in Coppa Europa, a Mellau in slalom speciale (3º), e il 20 gennaio successivo conquistò a Kitzbühel nella medesima specialità il miglior piazzamento in Coppa del Mondo (22º). Prese per l'ultima volta il via nel massimo circuito internazionale il 26 gennaio 2003, ancora a Kitzbühel in slalom speciale senza completare la prova, e si ritirò durante la stagione 2005-2006; la sua ultima gara fu uno slalom speciale FIS disputato il 28 gennaio a Obersaxen, vinto da Egger. In carriera non prese parte a rassegne olimpiche o iridate.

## Palmarès

### Mondiali juniores
- 1 medaglia:
  - 1 argento (combinata a Schladming 1997)

### Coppa del Mondo
- Miglior piazzamento in classifica generale: 126º nel 2002

### Coppa Europa
- Miglior piazzamento in classifica generale: 23º nel 2002
- 3 podi:
  - 1 vittoria
  - 2 terzi posti

#### Coppa Europa - vittorie
| Data            | Località    | Paese   | Specialità |
| --------------- | ----------- | ------- | ---------- |
| 3 dicembre 2002 | Val Thorens | Francia | SL         |

Legenda:

SL = slalom speciale

### Nor-Am Cup
- Miglior piazzamento in classifica generale: 29º nel 2005
- 1 podio:
  - 1 terzo posto